# Dolichopus howjingleei
Dolichopus howjingleei är en tvåvingeart som beskrevs av Olejnicek 2002. Dolichopus howjingleei ingår i släktet Dolichopus och familjen styltflugor.
Artens utbredningsområde är Taiwan. Inga underarter finns listade i Catalogue of Life.